# Rosa Maria Boldú Menasanch
Rosa Maria Boldú Menasanch   (Barcelona, 1946) és una docent, investigadora de la llengua de signes catalana i activista pels drets de les persones sordes.
Des del 1989 és docent de la llengua de signes catalana. Va organitzar i impulsar els primers cursos i el primer Centre d’Ensenyament de Llengua de Signes Catalana (LLESIG). Vinculada en diverses associacions, participa en la Federació de Persones Sordes de Catalunya (FESOCA). El 2017 va formar part de l'equip d'experts que van elaborar el vocabulari bàsic interactiu en llengua de signes catalana. El 2022 va rebre el Premi de Foment de la Llengua de Signes Catalana de la Generalitat de Catalunya per la seva tasca com a docent.
El març de 2023, va ser una de les personalitats homenatjades per l'Ajuntament de Barcelona en la campanya Ciutat de Dones.